# 聖パトリキウスの煉獄譚
聖パトリキウスの煉獄譚 (Tractatus de Purgatorio Sancti Patricii) は12世紀末頃、中世ラテン語で記された幻視譚。ソルトリーの修道士によって記されたのち、三世紀に渡り多くの俗語に訳された。

## 概要
聖パトリキウスの煉獄譚は騎士オウェインが体験したのち修道士ギレベルトゥスに語った幻視譚を中心とし、ギレベルトゥスよりこの話を聞いた修道士ヘンリクスが修道院長であったフーゴに報告したのちにラテン語で記したものである。この煉獄譚は1186年から1190年の間に記されたとされる。またこの作品の著者についてはこの煉獄譚の序において、イングランドのシトー会系ソルトリー修道院の修道士Hが記したと述べられているのみであったが、13世紀の年代記作者のマシュー・パリスはこの修道士の名がヘンリクスであるとした。
この煉獄譚はヘンリクスによる書序、ギレベルトゥスによるオウェインから幻視譚を聞いたときの話、聖パトリキウスに煉獄が示された伝承、煉獄へ下る儀式等が記されたのち、オウェインの物語へと進む。物語においてオウェインは、聖パトリキウスの煉獄へ入り、10の責め苦の場を抜け、地上の楽園にたどり着き天上の楽園への入り口を見たのちに地上に戻り、高潔で敬虔な生涯を送ったと記される。一連のオウェインの物語に続いて聖職者によるいくつかの証言が記され、ヘンリクスによる後序で終わる。

## 聖パトリキウスの煉獄
この煉獄譚の舞台となる聖パトリキウスの煉獄 (St.Patrick's Purgatory) あるいは浄罪所はアイルランド北部に位置する ダーグ湖のステイション島 (Station Island) に実在していた洞窟であった。このステイション島にはかつては修道士の隠遁地や修行場とされていた。聖パトリキウスの煉獄は中世末までは巡礼地として知られ、各国の巡礼者を集めた。1497年に教皇の命により破壊されたのち、数度の閉鎖と再開を繰り返したが1780年の閉鎖ではその構造が失われた。今日ではその教会が巡礼所と徹夜での祈りを行う場所となっている。
1185年頃にこの地を訪れたウェールズの修道士ギラルドゥスが1188年に記した『アイルランド地誌』にもこの洞窟とその伝説（悪霊に責め苦を受ける洞窟であり、悔悟から責め苦を受けたものはその後地獄の苦痛を免れる）について記されているが、この記述においてはパトリキウスについて言及されていない。文学者の田中仁彦は聖パトリキウス煉獄譚などのアイルランドで生まれた異世界譚は、キリスト教とそれ以前からのケルト神話の習合によるものであるとした。